# اللا تفرد

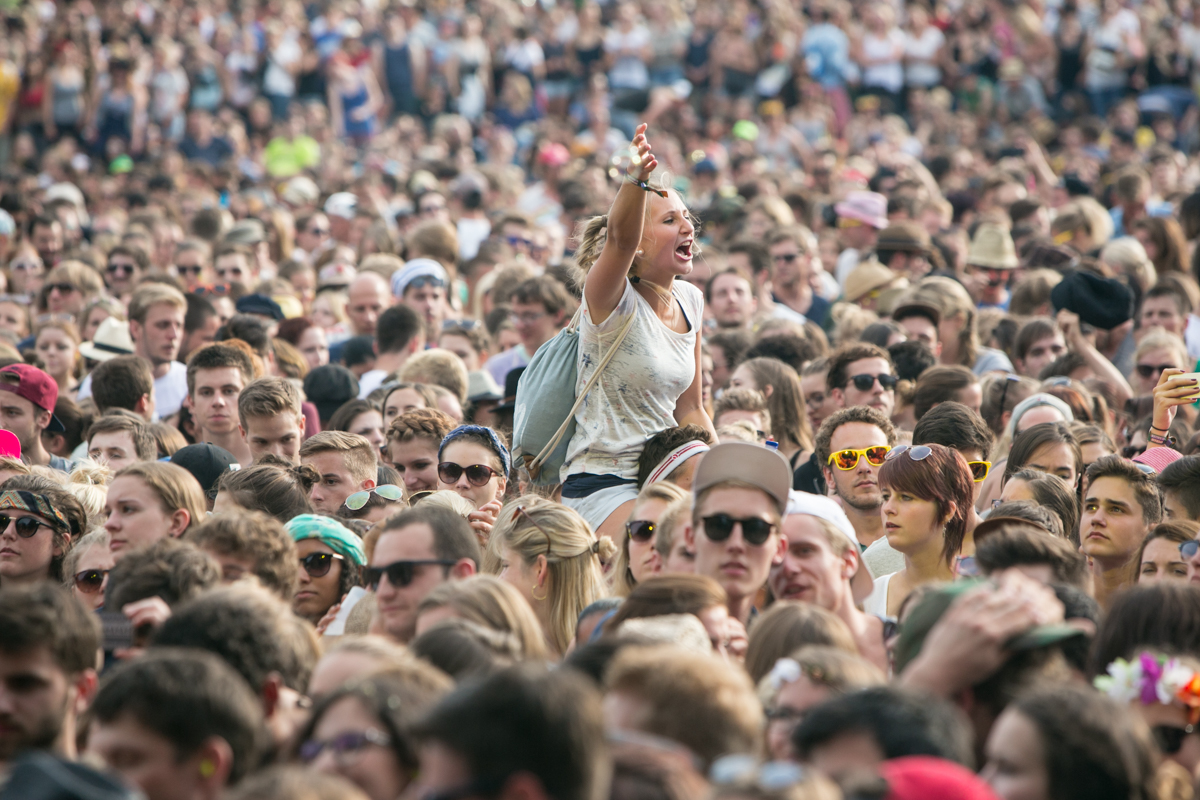

اللا تفرّد (بالإنجليزية: Deindividuation) هو مفهومٌ في علم النفس الاجتماعي يعني فقدان الإدراك الذاتي ذوباناً في الجماعة، رغم الخلاف الدائر حول المفهوم نفسه. يدرس علماء الاجتماع كذلك ظاهرة اللا تفرّد، ولكن تختلف درجة تحليلهم للظاهرة. بالنسبة لعالم النفس الاجتماعي، فدرجة التحليل تنصبّ على الفرد في سياق الظرف الاجتماعي. لهذا يشدّد علماء النفس الاجتماعي على دور العمليات النفسية الداخلية. تهتم بعض العلوم الاجتماعية الأخرى، كعلم الاجتماع، أكثر بالعوامل الكُبرى مثل العوامل الاجتماعية، والاقتصادية، والسياسية، والتاريخية والتي تؤثّر جميعها على سيرورة الأحداث في مجتمعٍ ما.

## نظرة عامة
تقترح النظريات التي تناقش ظاهرة اللا تفرّد أنّها حالة نفسية تقتضي تقييماً منخفضاً للذات والخوف من التقييم، مسبّبةً سلوكاً لا معيارياً ولا منضبطاً. تسعى نظريات اللا تفرّد لشرحِ طيف واسع من السلوكيات الجمعية اللا معيارية، مثل الحشود العنيفة، والغوغاء الذين يرتكبون جرائم القتل والسحل...إلخ. كما طُبّقت نظرية اللا تفرّد لفهم عمليات الإبادة الجماعية، وافتُرضت كتفسيرٍ للسلوكيات اللا معيارية على شبكة الإنترنت وفي عمليات التواصل عبر الكمبيوتر.

## تاريخ المفهوم وأهمّ المناهج النظريّة
في علم النفس الاجتماعي المعاصر، يُشير مصطلح اللا تفرّد إلى تقزيم إحساس الشخص بفرديّته، والذي يتمظهر في سلوكٍ منقطع عن المعايير الشخصية أو الاجتماعية للتصرف السليم. على سبيل المثال، يميلُ الشخص المجهول عندما يكون ضمن جماعةٍ ما، إلى ارتكاب سلوك عنيف بحق ضابط الشرطة أكثر منه عندما يكون فرداً معروفاً. بمعنى من المعاني، قد تُعتبر حالة اللا تفرّد شيئاً مغرياً بالنسبة لشخصٍ يريد الشعور بحرية التصرّف دون حسبان عواقب سلوكياته. على أي حال، ثمة صلةٌ بين حالة اللا تفرّد والسلوك العنيف المعادي للمجتمع.

### النظريات التقليدية
استكشف جوستاف لوبون هذه الظاهرة مبكراً كوظيفة في الجماهير. قدّم لوبون نظرية سيكولوجيا الجماهير في كتابه المنشور عام 1895 «الجماهير: دراسة في العقل الجمعي». ذكر عالم النفس الفرنسي لوبون خصائص تأثير العقل الجمعي، حيث تنقاد الذوات الفردية بعقلية الحشد. رأى لوبون أن السلوك الجمعي «متماثل، عاطفي، وضعيف فكرياً». ولهذا فإنّ السلوك الناتج من صفات المجموع لا الأفراد، إذ تكاد الصفات الفردية تتلاشى. مال لوبون إلى الاعتقاد بأنّ اللا تفرّد حالةٌ تنجمُ عن انخفاض حسّ المسؤولية المتأتّي من حالة المجهوليّة داخل الجماعة، لأنّ الاهتمام يتحوّل عن النفس نحو صفات الفِعل الجمعي الخارجي المُثير والذي قد يجنحُ نحو التطرّف.
رأى آر. سي. زيلير (1964) أنّ الأفراد معرّضون لحالة اللا تفرّد في ظروف ذات خصوصيّة أشدّ. على سبيل المثال، اقترح زيلير أنّه في ظروف مُجزية، سيكون لدى بعض الأفراد الدافع لإظهار صفاتهم المتفرّدة من أجل نسبة الفضل إليهم؛ في حين أنّه في ظروفِ الحساب، يكون لدى الأفراد الميلُ نحو حالة اللا تفرّد من خلال الانخراط في الجماعة كسياسةٍ لتفريق المسؤولية.
اقترح بي. جي. زيمباردو (1969) أنّ «التعبير عن سلوكٍ مضبوطٍ بالعادة» قد يُؤتي نتائجَ إيجابية وسلبية معاً. ووسّع زيمباردو قائمة العوامل التي تُسهم في حالة اللا تفرّد، لتشملَ عوامل مثل «الاستثارة، الإجهاد الحسّي، غياب البنية الظرفية أو القابلية للتنبّؤ، أو تغيّر حال الوعي بتأثير المخدرات أو الكحول»، بالإضافة إلى «تشوّه إدراك الزمن... ودرجة من المشاركة في وظيفية الجماعة». افترض زيمباردو أنّ هذه العوامل تؤدي إلى «فقدان الهوية الذاتية أو فقدان الوعي بالذات الذي يقود بدوره إلى عدم تجاوب الفرد مع المستثيرات الخارجية، وإلى فقدان التحكّم المعرفي بالدوافع والعواطف».

### النظريات المعاصرة
في أواخر سبعينيات القرن العشرين، عبّر إيد دينر عن عدم رضاه عن الفرضيات المتعلّقة بحالة اللا تفرّد، والتي اعتبرها غير صالحة لعدم تركيزها الخاص على العمليات النفسية التي تؤدي إلى حالة اللا تفرّد. لم يكن نموذج زيمباردو ناقصاً فحسب، بل إنّ الدور الذي تؤديه متغيّرات المُدخلات المؤدية إلى السلوكيات غير المنضبطة لم يكن متّسقاً.
في العام 1980، اقترح دينر أن الاهتمام بقيم الفرد الشخصية من خلال الوعي الذاتي يزيدُ من قدرة ذلك الشخص على ضبط النفس. ولهذا، وفقاً لدينر، فإنّ انخفاض الوعي بالذات هو «الخاصية الرئيسية لحالة اللا تفرّد».

### سايد
في عام 1995، طوّر راسل سبيرز ومارتين ليا نموذج الهوية الاجتماعية لآثار اللا تفرّد (سايد). وفقاً لهذا النموذج، فإنّ التلاعب بحالة اللا تفرّد قد يؤثر على تناقص الاهتمام بالسمات الفردية والفروق البينيّة في المجموعة. وضّح العالمان نموذجهما بالقول إنّ الهوية الاجتماعية يمكنها أن تحقق وظيفتين عامتين:
1. تأكيد، انصياع، أو تقوية الهويات الفردية أو هوية الجماعة.
2. إقناع الجمهور بالتصرف بسلوك معيّن.

يسعى هذا النموذج إلى محاولة فهم طيف واسع من تأثيرات اللا تفرّد الناجمة عن العوامل الظرفيّة كالانغماس في الجماعة، المجهولية، غياب الهوية المميّزة.
تتفق النظريات القديمة والمعاصرة على المكوّن الرئيسي لنظرية اللا تفرّد، وهو أنّه حالةٌ تؤدي إلى سلوكٍ لا معياري ولا منضبط، كما في اضطراب الهويّة التفارقي، أو تعدد الشخصية الفصامي.

## تطبيقاتها
يُنظر إلى اللا تفرّد على أنه حالةٌ من فقدان الفردية والمسؤولية الشخصية، تحصل عندما يكون الشخصُ جزءاً من مجموعة. من ناحية إيجابية، قد تدفع بالشخص إلى التبرع بالنقود لجمعية خيرية، ومن ناحية سلبية، قد تدفع به إلى ارتكاب أعمال عنفٍ مع الغوغاء. يمكن لهذه الحالة أن تصيب أفراد الشرطة، الجيش، مستخدمي الإنترنت، لاعبي الفرق الرياضية، العصابات، الجماعات الدينية، والمنظمات الاجتماعية. تشترك الجماعات السابقة بالدافع نحو الترابط الجمعي.
يشعر أفراد هذه الجماعات المتنوّعة بحالة اللا تفرّد بسبب التزامهم الصارم بمعايير جماعاتهم. وقد يشعرون بأنهم جزءٌ من مجموع، وهكذا يفقدون وعيهم بذواتهم وينسون أنهم قادرون على التفكير والتصرّف بطريقة مختلفة تماماً عن سلوكيات الجماعة. قد يأتي أفراد هذه الجماعات بسلوكيات لا ينخرطون بها عادةً، يمنعهم من ذلك الحرج أو الالتزام بالأخلاق الفردية، أو الوعي بالذات، أو غيرها من العوامل. ولكن داخل الجماعة، تنخفض مشاعر المسؤولية والمحاسبة، وتزداد مشاعر الترابط الجمعي والتكيّف، ما يدفع أفراد هذه الجماعات إلى سلوكيات لا معيارية. عادةً ما تحدث حالة اللا تفرّد في المعاملات التي لا تتطلب تفاعلاً وجهاً لوجه، وهي السمة الأبرز للإنترنت. أدّى تراخي الضوابط السلوكية إلى ازدهار حالة اللا تفرّد على الإنترنت، الأمر الذي نجم عنه سلوك التنمّر على الإنترنت.

## جدل بخصوصها
أُثيرت العديد من الأسئلة بخصوص الموثوقية الخارجية للأبحاث على حالة اللا تفرّد. مع تطوّر اللا تفرّد كنظرية، يعتقد بعض الباحثين أن النظرية غاب عنها الديناميكيات داخل الجماعة المتعلقة بسياق السلوك الجمعي، والذي تحاول نمذجته. يقترح البعض أن آثار حالة اللا تفرّد قد تكون نتيجةً لمعايير الجماعة؛ فالسلوك الجمعي ينحكم بمعايير تنهضُ ضمن سياقٍ معيّن. من وجهة نظر أعمّ، يُستغرب من أنه في نفس الوقت الذي تجادلُ فيه نظرية اللا تفرّد بأنّ الانخراط في الجماعة يؤدي إلى سلوك لا معياري، تُظهر الأبحاث في علم النفس الاجتماعي أنّ وجود المجموعة ينتجُ حالة من التكيّف والتماثل في معايير الجماعة.
ويتّجه النقدُ بشكل أخصّ للنظرية انطلاقاً من أنّ مفهومنا عن السلوكيات اللا معيارية التي تسبّبها حالة اللا تفرّد يُبنى على المعايير الاجتماعية، وهو أمرٌ إشكاليّ لأنّ المعايير الاجتماعية نفسها متغيّرة ومرتبطة بالظرف.

## مقالات ذات صلة
- الاستمتاع بمجد الآخرين